# Charley Drayton
Charlie Drayton (New York, 9 maggio 1965) è un batterista, polistrumentista e compositore statunitense, noto per essere stato membro della band The Cult, e per essere il batterista dei Cold Chisel.

## Biografia
Drayton è stato un bambino prodigio, che iniziò a fare tournée professionalmente a quattordici anni. È nato a Brooklyn da una famiglia di musicisti: suo nonno, Charles H. "Charlie" Drayton (1919–1953), bassista, si era esibito e registrato con molti grandi del jazz, in particolare Benny Carter, Ben Webster, Louis Armstrong e Fletcher Henderson.
Come bassista, Drayton andò in tournée e registrò con Keith Richards fino al dicembre 1992, e comparì nell'album Live at the Hollywood Palladium, 15 dicembre 1988. Richards descrive Drayton come uno dei suoi batteristi preferiti di tutti i tempi.
Ha suonato il basso nell'album Ceremony del 1991 di The Cult nel 1991. Ha suonato la batteria in due album per la band australiana Divinyls: Divinyls del 1991 e Underworld del 1996 (che ha anche prodotto), l'ultimo album della band prima della loro pausa alla fine del 1996. Nel 1999, Drayton ha sposato la cantante dei Divinyls Chrissy Amphlett e la coppia ha vissuto a New York.
È entrato nella rock band australiana Cold Chisel dal 2011, dopo la morte del batterista originale Steve Prestwich. Nel 2012 Drayton ha co-prodotto e suonato vari strumenti nell'album di Fiona Apple The Idler Wheel....
Nel 2017 Drayton ha suonato la batteria in un tour mondiale con Steven Van Zant.

## Discografia

### Solista
- 1998 - Duets:Guitar Cello
- 2017 - Soulmation

### Con i Cult
- 1991 - Ceremony

### Con i Divinyls
- 1988 - Temperamental
- 1991 - Divinyls
- 1996 - Underworld

### Collaborazioni
- 1988 - Talk is Cheap - Keith Richards
- 1990 - Brick by Brick - Iggy Pop
- 1991 - Hate It When You Live - Keith Richards

## Vita privata
È stato sposato con la cantante dei Divinyls Chrissy Amphlett.